# Fackeln im Baumwollfeld
Fackeln im Baumwollfeld (frz. Un cow-boy dans le coton) ist der 99. Band aus der Reihe der Lucky-Luke-Comicalben. Er erschien am 3. November 2020 und wurde im Andenken an Morris von Achdé gezeichnet und von Jul getextet.
Der Band, der deutlich düsterer ist als seine Vorgänger, ist eine Antwort auf die Black-Lives-Matter-Bewegung, die im Jahr vor der Veröffentlichung an Fahrt gewonnen hatte.

## Handlung

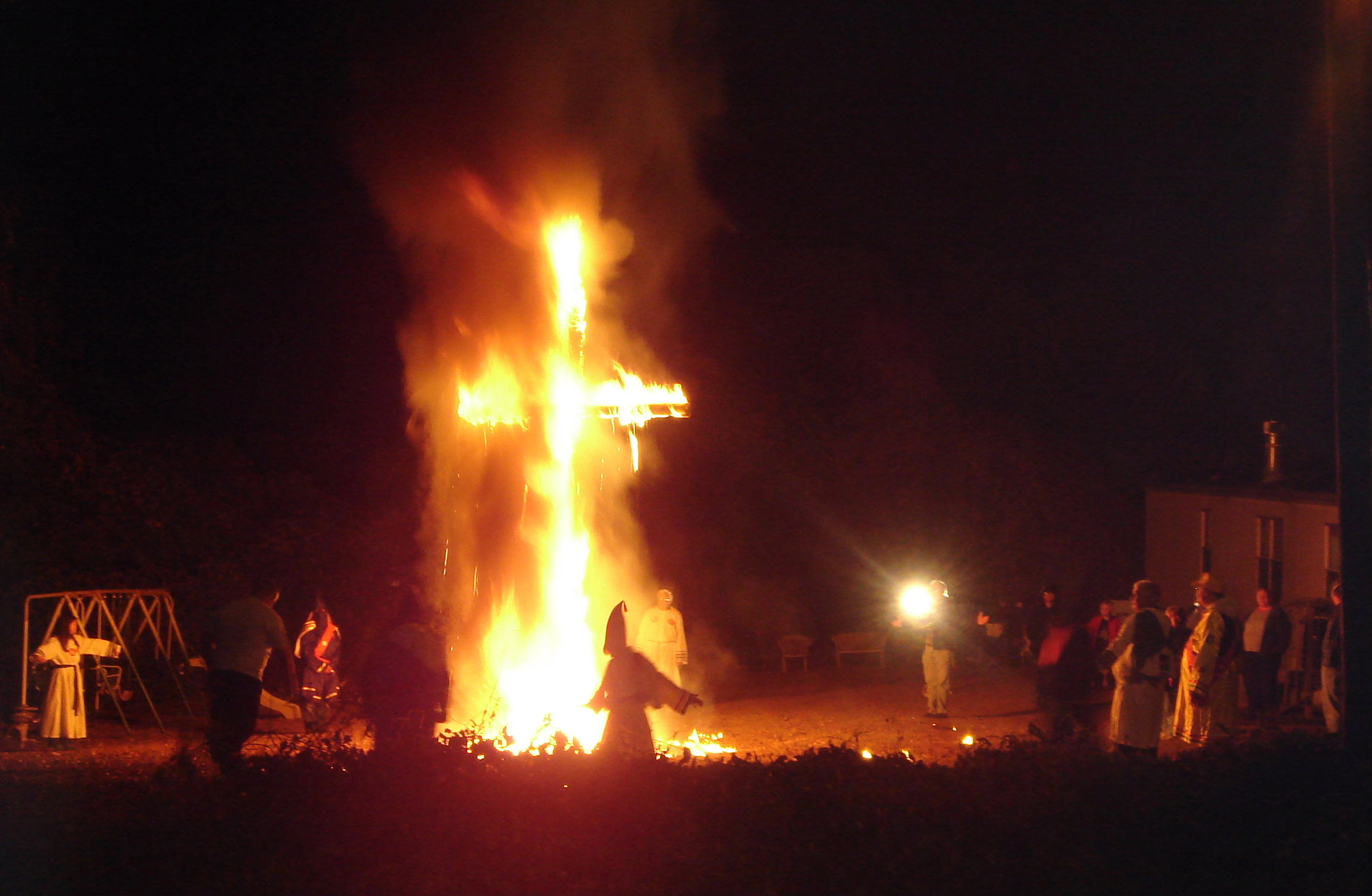
Eine düstere Szene mit einem brennenden Kreuz markiert den Höhepunkt des Bandes

Die Geschichte spielt im Westen und Süden der Vereinigten Staaten kurz nachdem die Südstaaten den Sezessionskrieg gegen den Norden verloren haben und die Sklaverei im ganzen Land abgeschafft worden ist. Lucky Luke macht gerade Urlaub in Nitchvoga, was in der Sprache der Cherokee angeblich so viel bedeutet wie Siebenschläfer dösen ermattet in der Dämmerung.
Zunächst trifft Lucky Luke im Saloon auf Bass Reeves, den ersten schwarzen Deputy Marshall westlich des Mississippi River. Reeves ist unterwegs, um die von ihm verhafteten Daltons ins Gefängnis zu bringen. Bald danach erfährt Lucky Luke vom Notar der Stadt, dass ihn eine große Bewunderin seiner Abenteuer als Alleinerben ihrer riesigen Baumwollplantage in Breaux Bridge im Süden von Louisiana eingesetzt hat. Lucky Luke ist aber mit Leib und Seele Cowboy und hat nicht die Absicht Baumwollfarmer zu werden. Er fasst daher den Entschluss, die Plantage den dort beschäftigten Arbeitern zu übergeben und macht sich auf den Weg in den Süden. Dass ehemalige Sklaven eine Plantage besitzen sollen, gilt in der noch immer in unglaublichem Luxus lebenden weißen Oberschicht als Riesenskandal und soll mit allen Mitteln verhindert werden. Eines Nachts überfällt daher der Ku-Klux-Klan, deren Anführer der Besitzer der Nachbarplantage ist, Lucky Luke und die streitbare Lehrerin der Gemeindeschule und beschließt, dass beide sterben sollen.
In der Zwischenzeit sind die Daltons aus dem Gefängnis ausgebrochen und haben trotz widriger Umstände den Weg zum Ort des Geschehens gefunden. Sie wollen verhindern, dass die Ritter des Ku-Klux-Klans Lucky Luke töten, weil sie mit ihm ältere Rechnungen zu begleichen haben und ihn selber umlegen wollen. Schließlich taucht auch noch Bass Reeves auf, der die Daltons verfolgt hat und Lucky Luke und die Lehrerin befreit. In dem anschließenden Kampf gegen den Ku-Klux-Klan werden die Protagonisten von den Plantagenarbeitern unterstützt. Als die Schlacht zugunsten der Weißen zu kippen droht, bricht ein Hurrikan über die Plantagen herein, der große Zerstörung anrichtet und die Baumwollfelder und die Villen der Besitzer vernichtet. Die Arbeiter wollen ihren nunmehrigen Besitz wieder aufbauen, denn dies ist ihre Heimat. Gerüchten zufolge sind die Anführer des Ku-Klux-Klans vom Hurrikan in die Bayous geschleudert worden, wo sie von den Alligatoren gefressen wurden.
Schließlich machen sich Bass Reeves, Lucky Luke und einige der schwarzen Plantagenarbeiter auf den Weg in den Westen, wobei Lucky Luke seinen bekannten Song I’m a poor lonesome cowboy und die Arbeiter Let my people go anstimmen.

## Anspielungen
- Auf dem Weg nach Breaux Bridge trifft Lucky Luke auf Tom Sawyer und Huckleberry Finn.
- Averell Dalton hat Schwierigkeiten, die Sprache der Cajuns zu verstehen. Er reaktiviert daher seine Sprachkenntnisse aus Tortillas für die Daltons („Quakokikeriki?“).
- Die Gemeindeschule wird auch von einem Jungen namens Barack und einem Mädchen namens Oprah besucht, die, wenn sie groß sind, Journalistin und Präsident der Vereinigten Staaten werden wollen – eine Anspielung auf Barack Obama und Oprah Winfrey.
- Das Portal der Nachbarplantage wird vom Winde verweht und treibt am Ende auf den Fluten des Mississippi. Die Inschrift Auf unserer Scholle wächst weiße Wolle lautet im Französischen Dans le coton, tout est bon in Anspielung auf Brillat-Savarins Dans le cochon, tout est bon.
- Auf dem Rückweg in den Westen erzählt Bass Reeves Lucky Luke in Anspielung auf die berühmte Rede von Martin Luther King, dass er einen Traum hatte: „Ich hatte einen Traum … dass die Schwarzen eines Tages ebenso behandelt werden wie alle Amerikaner …“

## Rezeption
Fackeln im Baumwollfeld ist deutlich ernster als seine Vorgängeralben. Wurde zuvor meist Folter bloß angesprochen oder von einem wilden Mob nur versucht, Unschuldige aufzuhängen, ist in diesem Band eindeutig, dass das auch Realität war. Lynchmorde scheinen an der Tagesordnung zu sein, und Leben sind noch weniger wert als im Wilden Westen mit seinen Schießereien und Duellen. Obwohl auch in diesem Band niemand sichtbar umgebracht wird, lässt sich zwischen den Bildern deutlich erkennen, dass das außerhalb des Bildes gerade passieren könnte.
Anders als bisher, als bei Morris insbesondere in dessen frühen, stark an den Werken John Fords orientierten Alben im Wilden Westen vorwiegend streitlustige, raubeinige Weiße als Inbegriff der amerikanischen Cowboys herhalten mussten, werden dazu im Kontrast die Plantagenbesitzer in den Südstaaten als eine ignorante, dekadente und brutale Elite charakterisiert, die zu ihrem Machterhalt jedes erdenkliche Mittel einsetzt.

„So wirft Fackeln im Baumwollfeld auch ein interessantes Schlaglicht auf die Debatte über die sogenannte Cancel Culture, die sich unter anderem auch um den […] Klassiker Vom Winde verweht drehte: Warum eine starke Figur mit historischen Schwachstellen abwickeln, wenn man sie in einem neuen Kontext umso wahrhaftiger strahlen lassen kann. Lucky Luke darf gern noch ein paar weitere Jahrzehnte in den Sonnenuntergang reiten.“

## Ausgabe
- Achdé (Zeichnungen), Jul (Text): Lucky Luke – Fackeln im Baumwollfeld. Egmont Ehapa Verlag, Berlin 2020, ISBN 978-3-7704-4127-3